# 小川浩之 (政治学者)
小川 浩之（おがわ ひろゆき、1972年 - ）は、日本の政治学者。専門は、イギリス政治外交史。東京大学大学院情報学環・学際情報学府文化・人間情報学コース教授。

## 学歴
京都大学法学部卒業。京都大学大学院法学研究科修士課程およびロンドン・スクール・オブ・エコノミクス大学院国際関係史研究科修士課程修了。京都大学大学院法学研究科博士後期課程研究指導認定退学。博士（法学）。

## 職歴
京都大学大学院法学研究科助手、愛知県立大学外国語学部専任講師・助教授・准教授、東京大学大学院総合文化研究科准教授・教授を経て、現職。

## 著書

### 単著
- 『イギリス帝国からヨーロッパ統合へ――戦後イギリス対外政策の転換とEEC加盟申請』、名古屋大学出版会、2008年
- 『英連邦――王冠への忠誠と自由な連合』、中央公論新社、2012年

### 共著
- 『国際政治史――主権国家体系のあゆみ』、板橋拓己・青野利彦共著、有斐閣、2018年

### 編著
- 『欧米政治外交史 1871〜2012』、益田実共編、ミネルヴァ書房、2013年
- 『歴史のなかの国際秩序観――「アメリカの社会科学」を超えて』、葛谷彩・西村邦行共編、晃洋書房、2017年
- 『国際関係の系譜学――外交・思想・理論』、葛谷彩・春名展生共編、晃洋書房、2022年

### 訳書
- O・A・ウェスタッド『グローバル冷戦史――第三世界への介入と現代世界の形成』、名古屋大学出版会、2010年
- O.A.ウェスタッド『冷戦――ワールド・ヒストリー』、上下巻、岩波書店、2020年